# 李安尼達斯
李安尼達斯·達施華（葡萄牙語：Leônidas da Silva，葡萄牙語發音：[leˈõnidɐz dɐ ˈsiwvɐ]，1913年9月6日—2004年1月24日），生於巴西里約熱內盧，足球員，被認為是二十世紀上半葉最偉大的足球運動員之一。曾兩度參加巴西國家隊，進入世界盃，是1938年世界盃最多進球保持者。
他的綽號是“黑鑽石”，因為彈性過人，又被稱為“橡皮人”。在世界盃歷史中，他是目前唯一一位以倒掛金鉤方式進球的足球員。

## 生平
李安尼達斯經常被認為是倒掛金鉤的發明者，但李安尼達斯認為是由另一名巴西球員柏東尼路·迪·比列圖（Petronilho de Brito）發明。他於1932年4月24日，首次以倒掛金勾方式進球。1938年，成為第一位也是目前唯一一位在世界盃足球賽中以倒掛方式進球的足球員。
2004年，因阿茲海默症，在巴西聖保羅州科蒂亚過世。